# سیارک ۱۱۵۳۸
سیارک ۱۱۵۳۸ (به انگلیسی: 11538 Brunico، نامگذاری:1992OJ8)۱۱۵۳۸مین سیارک کشف شده‌است که در ۲۲ ژوئیه ۱۹۹۲ کشف شد.